# Розенбуш Віра Калениківна
Віра Калениківна Розенбуш (до шлюбу Фартушна; 12 грудня 1948, Тетіїв) — українська астрономка, доктор фізико-математичних наук, лауреатка Державної премії України в галузі науки і техніки.

## Життєпис
У 1971 році закінчила фізичний факультет Київського державного університету імені Тараса Шевченка зі спеціальності «астрономія». Ще студенткою з 1968 року почала працювати в Головній астрономічній обсерваторії АН УРСР. З 2006 року — старший науковий співробітник, цього закладу, з 2018 — головний науковий співробітник лабораторії фізики малих тіл Сонячної системи ГАО.
У 2004 році захистила кандидатську дисертацію на тему «Спектральні та фотометричні особливості вибраних комет», отримавши науковий ступінь кандидата фізико-математичних наук, захистивши дисертацію «Властивості розсіяного випромінювання малих тіл Сонячної системи».
У 2007 році отримала науковий ступінь доктора фізико-математичних наук, захистивши дисертацію на тему «Властивості розсіяного випромінювання малих тіл Сонячної системи».

## Наукова діяльність
Галузі наукових інтересів: геліофізика і фізика Сонячної системи. Досліджує властивості малих тіл Сонячної системи. Має понад 100 наукових публікацій.

## Нагороди

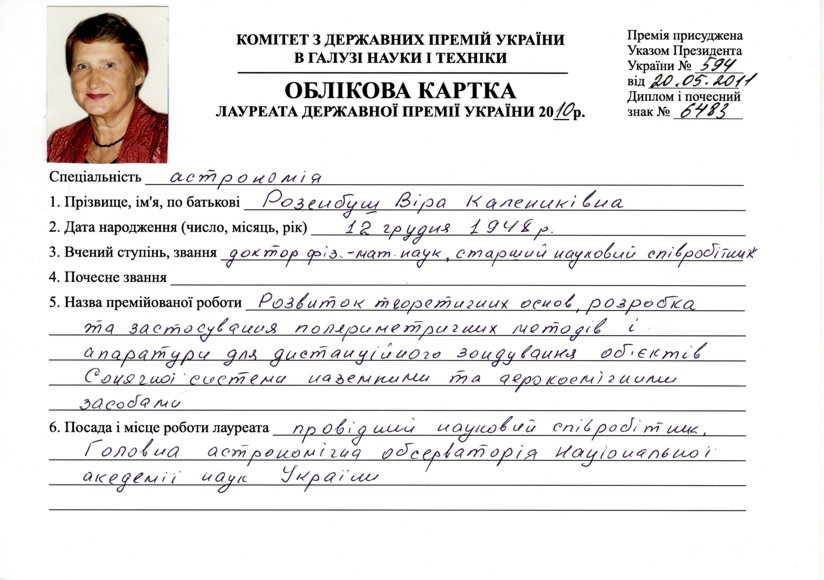
Облікова картка Лауреата Державної премії України Розенбуш Віри Калениківни

- За досягнення в дослідженні малих тіл Сонячної системи американські вчені зі станції Андерсон-Меса в Аризоні надали ім'я «Розенбуш» астероїду № 18114, відкритому ними 5 липня 2000 року[2].
- Державна премія УРСР в галузі науки і техніки (2010) — за роботу «Розвиток теоретичних основ, розробка та застосування поляриметричних методів і апаратури для дистанційного зондування об'єктів Сонячної системи наземними та аерокосмічними засобами» (спільно з Кисельовим Миколою Миколайовичем, Тишковцем Віктором Павловичем, Бельською Іриною Миколаївною, Лупішком Дмитром Федоровичем, Кайдашем Вадимом Григоровичем, Єфімовим Юрієм Сергійовичем, Міщенком Михайлом Івановичем, Шаховським Миколою Михайловичем і Кучеровим Віталієм Анатолійовичем)[3].
- Почесна громадянка міста Тетіїва (2015)[1].
- Премія НАН України імені М. П. Барабашова (2018) — за вимірювання поляриметричних оптичних характеристик поверхонь вибраних комет і супутників планет Сонячної системи[4].